# Scala di magnitudo del momento sismico
La scala di magnitudo del momento sismico (conosciuta anche con l'acronimo inglese MMS, da moment magnitude scale, nel linguaggio giornalistico spesso chiamata semplicemente magnitudo momento) è una scala di misurazione sismica utilizzata dai sismologi per misurare le dimensioni dei terremoti in termini di energia liberata. Si basa sul momento sismico del terremoto, che è uguale alla rigidezza della Terra moltiplicata per il momento medio di spostamento della faglia e la dimensione dell'area dislocata.
Sviluppata negli anni settanta come aggiornamento della scala Richter introdotta negli anni trenta, anche se la formulazione è diversa, la nuova scala mantiene un continuum di valori simile a quello della scala Richter ed è attualmente diventata il metodo standard per la misura dei moderni terremoti da parte dello United States Geological Survey. Nei resoconti stampa sui terremoti, spesso le due scale vengono confuse e i valori indicati come misurati sulla scala Richter.

## Derivazione matematica
Il simbolo della scala magnitudo momento è {\displaystyle M_{\mathrm {w} }}, con la w pedice che significa lavoro meccanico. La magnitudine del momento {\displaystyle M_{\mathrm {w} }} è un numero adimensionale definito da
{\displaystyle M_{\mathrm {w} }={\frac {2}{3}}\log _{10}(M_{0})-6}
dove {\displaystyle M_{0}} è il momento sismico all'ipocentro da esprimere in N·m. Le costanti sono scelte in modo da avere valori simili alle scale precedentemente utilizzate (es. scala Richter).

## Correlazione tra le scale
Analogamente alla Scala Richter, la scala MMS è logaritmica: essendo i valori della scala pari ai 2/3 del logaritmo decimale del momento sismico (a meno di una costante), ogni aumento di un grado corrisponde a circa 32 volte l'energia del terremoto del grado precedente (più precisamente 103/2 ≈ 31,6 volte).
Così, un terremoto di magnitudo 5 libera 32 volte l'energia di uno di magnitudo 4 ed esattamente 1000 volte (103/2 × 103/2 volte) l'energia di uno di magnitudo 3 e così via.
La formula seguente, ottenuta risolvendo l'equazione precedente per {\displaystyle M_{0}}, permette di stabilire la differenza proporzionale {\displaystyle f_{\Delta E}} nell'energia rilasciata da terremoti di due differenti magnitudo, {\displaystyle m_{1}} e {\displaystyle m_{2}}:
{\displaystyle f_{\Delta E}=10^{{\frac {3}{2}}(m_{1}-m_{2})}.}
Così un terremoto con una magnitudo momento di 7 scatena un'energia 5,62 volte più grande di uno con una magnitudo momento 6,5.

## Rilascio di energia sismica
L'energia potenziale è immagazzinata nella crosta sotto forma di tensione accumulata. Durante un terremoto, l'energia immagazzinata viene trasformata e produce:
- fessurazioni e deformazione delle rocce
- calore
- energia sismica rilasciata {\displaystyle E_{s}}

Il momento sismico {\displaystyle M_{0}} è una misura della quantità totale di energia che si trasforma durante un terremoto. Solo una piccola frazione del momento sismico {\displaystyle M_{0}} è convertita in energia sismica rilasciata {\displaystyle E_{\mathrm {s} }}, che è quella che viene registrata dai sismografi.
Usando l'approssimazione : {\displaystyle E_{\mathrm {s} }=M_{0}\cdot 10^{-4,8}=M_{0}\cdot 1,6\times 10^{-5},}
Choy e Boatwright definirono nel 1995 la magnitudo energia
{\displaystyle M_{\mathrm {e} }=\textstyle {\frac {2}{3}}\log _{10}E_{\mathrm {s} }-2,9}
dove {\displaystyle E_{\mathrm {s} }} è in {\displaystyle N\cdot m}.